# Kamikoani
Kamikoani (上小阿仁村?) è un villaggio giapponese della prefettura di Akita.